# Famille Fredy de Coubertin
La famille Fredy de Coubertin est une famille subsistante anoblie en 1477 et en 1629 puis maintenue noble sous l'Ancien Régime.

## Histoire

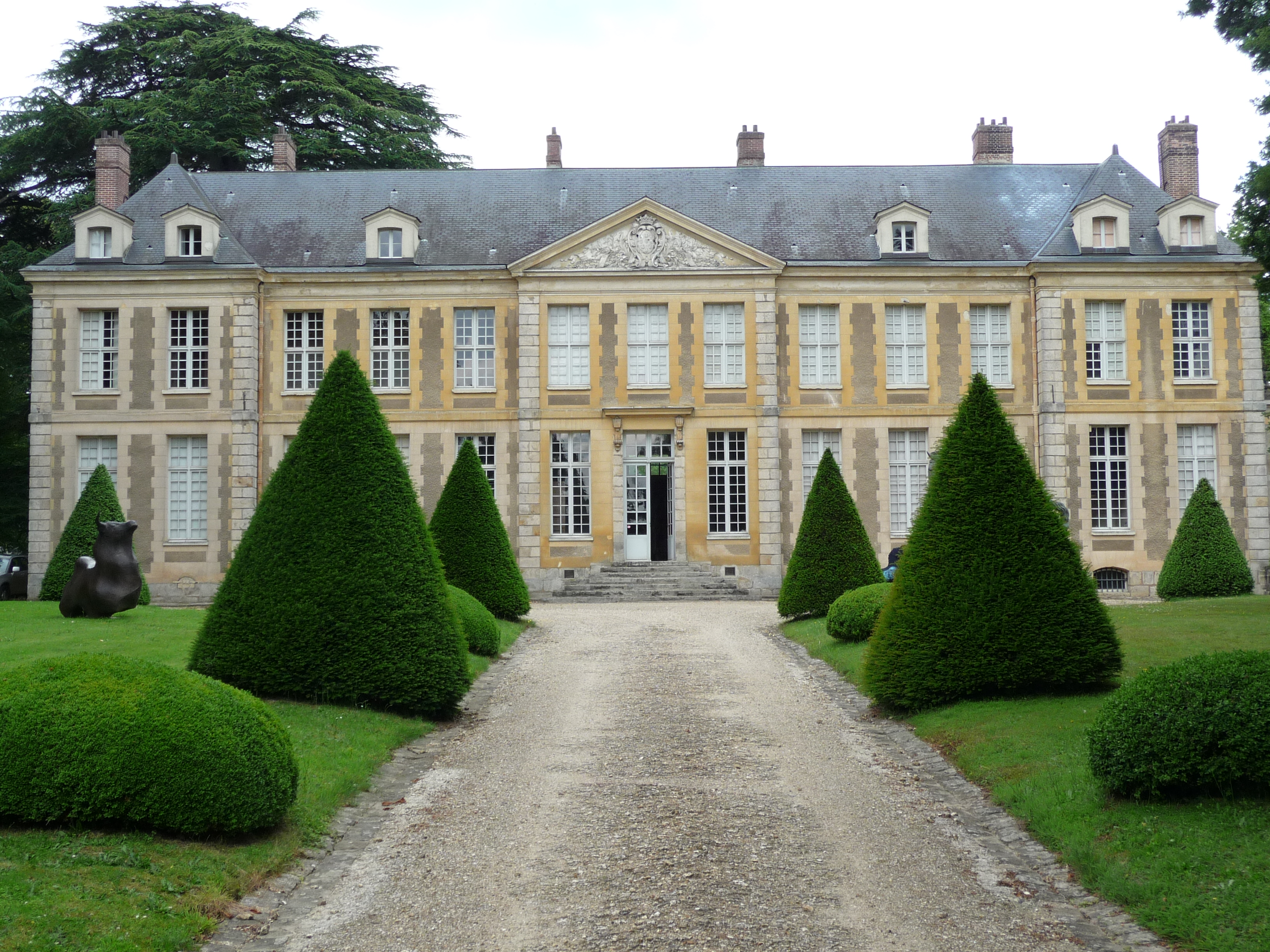
Château de Coubertin à Saint-Rémy-lès-Chevreuse.

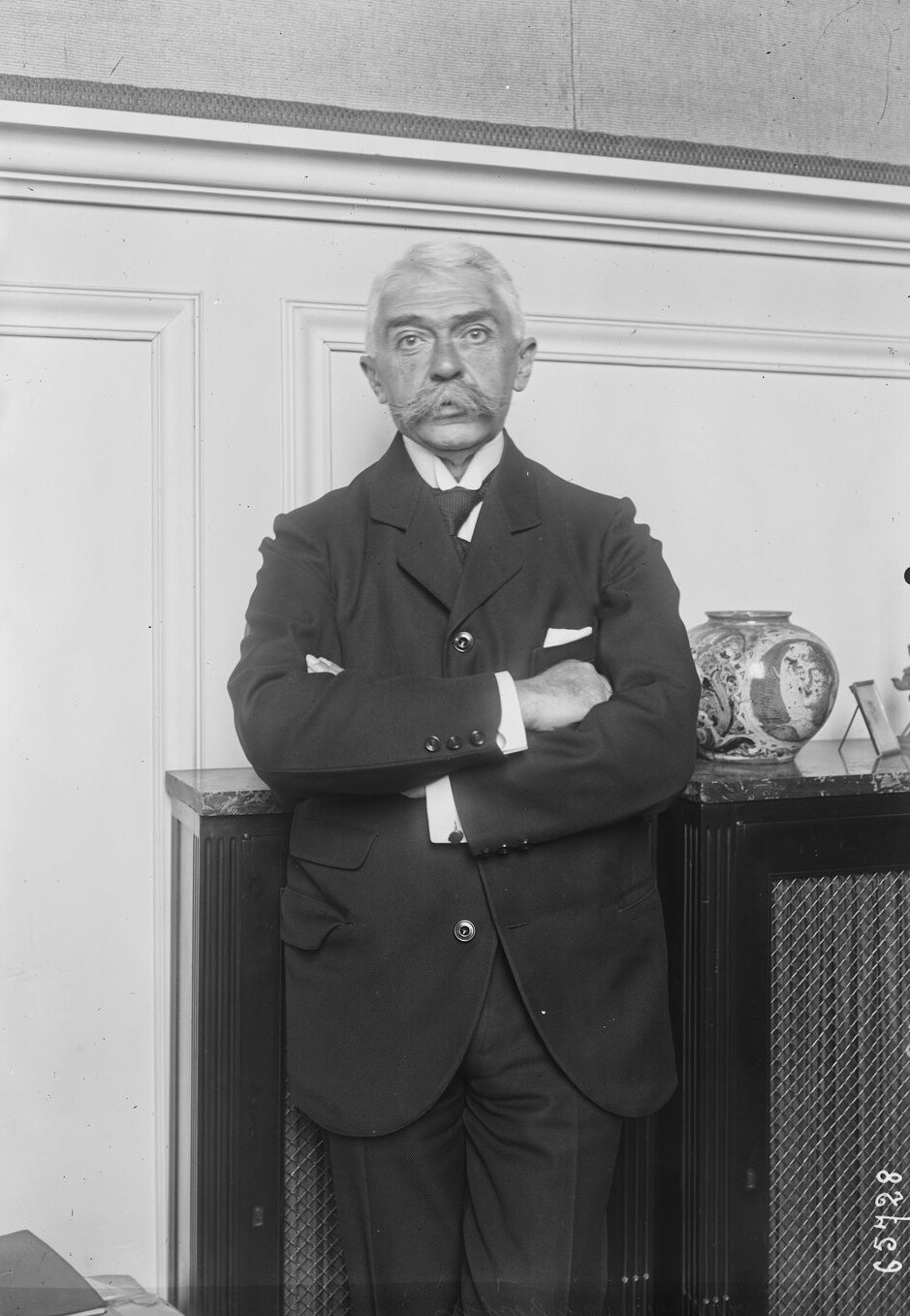
Pierre de Coubertin en 1921.

L'origine connue de la famille remonte à Pierre Fredi, sieur de la Motte (Mothe) près de Dreux. Il vient en France vers 1470, s'établit à Sens (Yonne) puis devient valet de la chambre du roi. Il est anobli avec sa postérité en mars 1477 par Louis XI (lettres enregistrées à la Chambre des comptes de Paris le 4 janvier 1486, présentées à nouveau le 6 février 1739 et transcrites sur le deuxième registre no 151, en exécution de la déclaration du roi Louis XV du 26 avril 1738 signées Noblet. La famille est maintenue noble en 1508, 1519,1553,1572,1630, 1668, 1717. Pierre Fredi est le père d'Alphonse, recensé avant 1523, en qualité d'avocat du roi, au bailliage de Montfort-Lamaury . Son petit-fils, Jean Fredy (1593-1677), écuyer, seigneur de Coubertin, est avocat au Parlement de Paris. Il se rend acquéreur de la terre de Coubertin à Saint-Rémy-lès-Chevreuse. Il est anobli par lettres patentes de 1629 et maintenu dans la noblesse en 1668.
Le baron Pierre de Coubertin est le fils de Charles Fredy, baron de Coubertin (1822-1908), artiste-peintre à Paris, décoré de la Légion d'honneur pour son œuvre en 1865, et d'Agathe Marie-Marcelle Gigault de Crisenoy, petite-fille d'Achille Étienne Marie Gigault de Crisenoy, héritière du château de Mirville (Seine-Maritime), en Normandie, où Pierre passe son enfance.
La famille Fredy de Coubertin fait partie des familles subsistantes de la noblesse française par une branche cousine de celle du baron de Coubertin qui s'est établie en Bretagne.

## Liens de filiation entre les personnalités
- Bonaventure Fredy de Coubertin (1788-1871), dit Jules, écuyer, seigneur de Coubertin, baron de Coubertin en 1822. Il est capitaine de cavalerie, agent consulaire, sous-préfet d'Oldenburg. Il épouse Caroline de Pardieu (1797-1887)1887.09.01 - Faire-part de décès de Caroline de Pardieu épouse Frédy de Coubertin.
  - Charles Fredy de Coubertin (1822-1908), 2e baron, artiste-peintre à Paris. Il épouse Agathe Marie-Marcelle Gigault de Crisenoy, petite-fille d'Achille Étienne Marie Gigault de Crisenoy. De ce mariage, naissent quatre enfants entre 1847 et 1863.
    - Paul Fredy de Coubertin (1847-1933), 3e baron, auteur littéraire. Il épouse Violette Machiels le 9 janvier 1883 à Paris 8ème.
      - Yvonne Jeanne Fredy de Coubertin (1893-1974)[6] crée le premier restaurant universitaire à Paris, des crèches et des foyers d'accueil pour les étudiantes de province. Elle transforme le domaine de Coubertin en centre d'apprentissage des métiers. Elle vit avec Jean Bernard, artiste et rénovateur du compagnonnage du devoir du tour de France, fils unique du sculpteur Joseph Bernard. Le couple fonde la Fondation de Coubertin.

    - Pierre de Coubertin (1863-1937), 4e baron, historien et pédagogue. Il épouse Marie Rothan (1862-1963).
      - Jacques de Coubertin (1896-1952), 5e baron, sans alliance.
      - Renée de Coubertin (1902-1968), sans alliance.

## Armoiries
Les armes de la famille sont d'azur à neuf coquilles d'argent rangées trois, trois, deux et une.
La devise de la famille est Voir loin, parler franc, agir ferme.

## Titre
Le 2 avril 1822, Bonaventure-Julien est érigé baron de Coubertin par lettres patentes. Le 22 mai 1952, Jacques, 5e et dernier baron de Coubertin s'éteint.

## Pour approfondir